# Nine Pound Hammer
I Nine Pound Hammer sono un gruppo musicale punk rock statunitense formatosi nel 1985 dal cantante Scott Luallen e dal chitarrista Blaine Cartwright nella loro città natale ad Owensboro, nel Kentucky.
Noti per la loro fusione rauca e esagerata di punk rock, hard rock, musica country e iconografia hillbilly, i Nine Pound Hammer sono stati una delle band seminali della scena cowpunk che ha spianato la strada all'alternative country nella fine degli anni '80 e primi anni '90.
I loro testi sono caratterizzati da forti riferimenti all'alcolismo, ai fuorilegge, alla povertà rurale e alla violenza e molto spesso fanno riferimento a personaggi come Jesco White e Dale Earnhardt. Al contrario, la maggior parte delle band cowpunk urbane degli anni '70 e '80 di Los Angeles e del Regno Unito erano band rock, folk rock o New Wave che incorporavano strumenti e influenze country come un aspetto secondario (a volte temporaneo) del loro suono.

## Storia dei Nine Pound Hammer

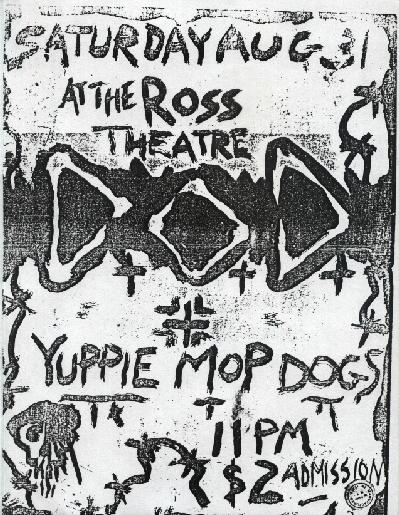
Volantino del concerto dei Yuppie Mop Dogs al Ross Theater di Evansville nell'agosto 1985

### 1984-1988: Origini dei Nine Pound Hammer
I Nine Pound Hammer si formarono a Owensboro, nel Kentucky, nel 1984 e riuscirono per la prima volta a fare uno show di due notti al The Ross Theatre con il nome di The Yuppie Mop, in apertura del gruppo christian rap The Disciples Of Decadence, nella vicina Evansville, in Indiana, con una formazione composta dal batterista Toby Myrig, David Epperson e il bassista Brian "Forrest" Payne, con il supporto di Bart Altman, uno dei membri dei Disciples Of Decadence, al basso.
Anche se il pubblico non rimase impressionato dalle loro esibizioni, il gruppo ha deciso di continuare sotto il nome di Raw Recruits. Payne lasciò il gruppo e Bart Altman entrò al basso. I Raw Recruits iniziarono a scrivere materiale originale e a esibirsi periodicamente tra Owensboro e Evansville, e dopo aver conquistato una folla scettica ad una festa per la squadra di football del Kentucky Wesleyan College, iniziarono a prendere la loro musica un po' più seriamente. I Raw Recruits ritirarono la posta in gioco e si trasferirono a Lexington, nel Kentucky, dove cambiarono il loro nome in Black Sheep e iniziarono a suonare regolarmente in due strip club e al Great Scott's Depot. Durante uno spettacolo, il gruppo fece prendere fuoco all'impianto sonoro.
Quando Toby Myrick lasciò i Black Sheep, i suoi compagni di band reclutarono Darren Howard alla batteria e adottarono un nuovo nome, Nine Pound Hammer, ispirato all'omonima canzone country del chitarrista Merle Travis.
Poco tempo dopo che la band adottò questo nome, il gruppo incorciò le strade con Len Punch, un abitante di Detroit che gestiva un'etichetta indipendente chiamata Wanghead Records, che pubblicò le prime registrazioni dei The Gories. Puch rimase impressionato dai Nine Pound Hammer ed era interessato a reclutare il gruppo per la sua etichetta.
Quando il gruppo si recò nel Michigan per registrare il loro album di debutto, Bart Altman e Darren Howard lasciarono il gruppo e stavano lavorando con una nuova sezione ritmica del bassista Brian Moore e del batterista Rob Hulsman. Il primo LP della band chiamato The Mud, the Blood e Beers fu pubblicato da Wanghead nel febbraio 1989, e la band fece duramente da supporto, con Brian Moore che si ritirò dopo una disavventura da sbronzo, e Matt Bartholomy che firmò come loro nuovo bassista. Il disco proponeva un suono veloce e rumoroso, con testi incentrati sulla vita di strada della provincia statunitense, fatta di donne ed alcool.
Fu poi in questo periodo la partecipazione alla compilation It Came From The Garage II! curata da Len Puch, che ritraeva la scena musicale garage punk di allora con band come The Gories, Zombie Surfers, Elvis Hitler e Vegas Raz Experience.

### 1990-1999: I Nine Pound Hammer alla Crypt Records
Nel 1990, la Wanghead Records si ritrovò a corto di soldi e i Nine Pound Hammer firmarono per la Crypt Records di Tim Warren, che oltre a ristampare l'album di debutto, pubblicò nel 1992 il secondo album Smokin' Taters, che vedeva anche una cover del brano Long Gone Daddy di Hank Williams III. L'album fu registrato durante una sessione di tre giorni a Brooklyn, New York.
La band supportò l'uscita europea dell'album con un tour oltremare che li ha visti suonare 56 spettacoli in 65 giorni. Prima che finisse il tour, Rob Hulsman si separò dalla band e Johnny Evans divenne il loro nuovo batterista. Una volta terminato il tour, Evans si dimise, e Bill Waldron entrò alla batteria.
Nel 1994, i Nine Pound Hammer pubblicarono il terzo album Hayseed Timebomb che fu registrato tra aprile e luglio di quell'anno agli Stockyard Studios di Glasgow, in Kentucky. L'album è un ritratto della decadenza della società occidentale. L'album spopolò nei negozi statunitensi e fu supportato da un tour negli Stati Uniti, in Canada e in Europa. Durante la programmazione del tour della band, Bill Waldron fu sostituito da Adam Neal che assunse il ruolo di cronometrista per le ulteriori date live negli Stati Uniti e in Canada. Waldron tornò in scaletta per un tour di dieci giorni in Giappone. Dopo essere tornato a casa, i Nine Pound Hammer decisero di contattarlo e Blaine Cartwright formò una nuova band chiamata Hell's Half-Acre. Poco dopo il gruppo cambiò il nome in Nashville Pussy.
Nel 1998, quando ormai la band si era sciolta, la Scoock Pooch Records pubblicò il Live at the VERA, registrato durante il tour del 1994 nei Paesi Bassi e che fece tappa nel famoso rock club olandese.

### 2000-2007: Reunion dei Nine Pound Hammer e contributo in videogiochi e serie televisive
Il 23 settembre 2000, Scott Luallen, Blaine Cartwright, Matt Bartholomy e Bill Waldron fecero la loro prima reunion per un concerto al The Echo Lounge di Atlanta, in Georgia. Il 22 dicembre dello stesso anno, I Nine Pound Hammer fecero la seconda reunion al Lynagh's Irish Pub di Lexington, in Kentucky.
Nel 2004, Luallen e Cartwright decisero di ridare vita al gruppo. Luallen e Cartwright reclutarono una nuova sezione ritmica formata da loro due insieme al bassista Earl Crim e il batterista Brian Pulito. Nello stesso anno fu registrato e pubblicato il quarto album Kentucky Breakdown, pubblicato con l'etichetta Acetate Records. Da quel momento in poi, Luallen e Cartwright rivisitarono regolarmente i Nine Pound Hammer e nel 2005 pubblicarono Mulebite Deluxe, che combinò rare registrazioni del 1989 con nuove sessioni registrate con la stessa formazione di Kentucky Breakdown.
Nel 2003 alcuni loro brani furono usati per la colonna sonora del videogioco Tony Hawk's Underground mentre nel 2005, lo sceneggiatore, nonché musicista, Matt Maiellaro chiese al gruppo di scrivere una sigla e un testo per la serie animata 12 oz. Mouse. Il cantante Scott Luallen appare nella serie come doppiatore del personaggio Roostre. Nel 2007, il gruppo è stato protagonista della colonna sonora di Aqua Teen Hunger Force Colon Movie Film for Theaters nella traccia Carl's Theme, i cui i testi sono interpretati dal personaggio Carl Brutananadilewski. In seguito scrissero un altro brano per Aqua Teen Hunger Force.

### 2008-2017: Gli ultimi album
Nel 2008, la band pubblicò il sesto album Sex, Drugs e Bill Monroe e nel 2009 pubblicarono un album esclusivo per il tour chiamato Country Classics. In quest'ultimo album, la band suonava le proprie canzoni nello stile di Nashville.
Nel 2010, i Nine Pound Hammer organizzarono un tour per il venticinquesimo anniversario della band nel Nord America e in Europa, con una formazione in cinque pezzi formata da Luallen alla voce, Cartwright e Crim alle chitarre, Mark Hendricks al basso e Rob Hulsman alla batteria.
Dopo il tour, i Nine Pound Hammer iniziarono a suonare per pochi anni. Tuttavia tornarono nel 2017, pubblicando due album all'inizio dell'anno: uno in studio intitolato Bluegrass Conspiracy e un disco dal vivo intitolato The Barn's on Fire: Live in Kentucky.

## Formazione

### Formazione attuale
- Scott Luallen – voce
- Blaine Cartwright – chitarra
- Earl Crim – chitarra
- Rob Hulsman – batteria
- Mark Hendricks – basso

### Ex componenti
- Brian Moore – basso
- Matt Bartholomy – basso
- Bill Waldron – batteria
- Bart Altman – basso
- Brian Pulito – batteria
- Adam Neal – batteria

## Discografia

### Album in studio
- 1989 – The Mud, The Blood, and The Beers
- 1992 – Smokin' Taters!
- 1994 – Hayseed Timebomb
- 1998 – Live At The VERA
- 2004 – Kentucky Breakdown
- 2005 – Mulebite Deluxe
- 2008 – Sex, Drugs and Bill Monroe
- 2009 – Country Classics
- 2017 – Bluegrass Conspiracy
- 2017 – The Barn's on Fire: Live in Kentucky

### EP
- 1997 – Nine Pound Hammer